# Marosi Ádám
Marosi Ádám (Budapest, 1984. július 26. –) világbajnok, olimpiai bronzérmes magyar öttusázó.

## Sportpályafutása
2001-ben az ifjúsági négytusa Európa-bajnokságon hatodik volt egyéniben, második csapatban és harmadik a váltóban. Az ifjúsági négytusa vb-n egyéniben 11., csapatban második volt. A következő évben ifjúsági négytusa Európa-bajnok lett egyéniben és csapatban. Váltóban második volt. Az országos bajnokságon ötödikként végzett. A junior Európa-bajnokságon egyéniben 15., csapatban hatodik, váltóban bronzérmes lett. A négytusa ifjúsági vb-n egyéniben bronz-, csapatban és váltóban ezüstérmes volt. A junior világbajnokságon az egyéni versenyben harmadik, csapatban ötödik, váltóban hatodik lett.
A 2003-as junior Európa-bajnokságon egyéniben nyolcadik, csapatban első, váltóban negyedik helyezést szerzett. A junior világbajnokságon egyéniben hetedik, váltóban aranyérmes lett. A 2004-es junior Eb-n csapatban első, váltóban második volt, egyéniben 16. helyen végzett. A junior vb-n egyéniben második, váltóban ötödik volt. A felnőtt Eb-n egyéniben 27., csapatban hatodik, váltóban Európa-bajnok lett. 2005-ben a junior Eb-n egyéniben 14., váltóban aranyérmes volt. A felnőtt Európa-bajnokságon kiesett a selejtezőben. A junior vb-n mindhárom versenyszámban aranyérmet szerzett. 2006 márciusában, a mexikói világkupa-versenyen leesett a lováról. Eközben sípcsont- valamint szárkapocscsonttörést szenvedett. Visszatérésére októberben került sor a német öttusa-bajnokságon, de ekkor még, a fizikai állapotára tekintettel, a futás előtt feladta a versenyt. 2008-ban a világbajnokságon egyéniben 19., csapatban negyedik volt, a váltóban bronzérmet szerzett. Az Európa-bajnokságon egyéniben 11., csapatban második, váltóban harmadik helyen végzett.
A 2009-es Európa-bajnokságon egyéniben harmadik volt, a csapat hetedik helyen végzett. A váltóval hetedikként végzett. A világbajnokságon egyéniben és csapatban aranyérmes lett. Egyéni győzelmével a magyar öttusasport tizedik egyéni világbajnoka lett. A váltóban ötödik volt. Szeptemberben megnyerte a világkupa döntőjét. A világranglistán is első helyen zárta az évet. 2010 júniusában első lett a világkupa-döntőn. Az Európa-bajnokságon egyéniben 17., csapatban ötödik, váltóban első lett. A világbajnokságon egyéniben 13., csapatban harmadik, váltóban tizedik volt. 2011-ben az Európa-bajnokságon egyéniben 31., csapatban negyedik, váltóban első helyen ért célba. A világbajnokságon egyéniben harmadik lett, amivel olimpiai kvótát szerzett. Csapatban második, váltóban első volt. 2012-ben a vb-n egyéniben hatodik, csapatban negyedik volt. Az Európa-bajnokságon egyéniben 20. csapatban második lett. A 2012-es nyári olimpiai játékokon, az új, kombinált futással és lövészettel először megrendezett versenyben, egyéni bronzérmet szerzett.
2013-ban harmadik lett a világkupa döntőjében. Az Európa-bajnokságon egyéniben és csapatban is első lett. A világbajnokságon egyéniben 24., csapatban hetedik, váltóban első helyezést szerzett. 2014-ben sérülés miatt kihagyta az Európa-bajnokságot. A világbajnokságon csapatban aranyérmes, egyéniben 17. lett. A következő évben a vb-n egyéniben 10., csapatban nyolcadik lett. Az Európa-bajnokságon egyéniben 11., csapatban hatodik helyezést ért el. A 2016-os világbajnokságon egyéniben kiesett, csapatban ötödik lett. Az Európa-bajnokságon váltóban (Tibolya) szerzett hatodik helyezést.
A riói olimpián a 12. helyen végzett.
2017-ben katonai világbajnokságot nyert egyéniben és csapatban (Tomaschof, Kassza).
2018-ban a Székesfehérvárott rendezett Európa-bajnokságon egyéniben és csapatban is ezüstérmet szerzett.
A 2019-es budapesti világbajnokságon csapatban (Demeter Bence, Kasza Róbert) ezüstérmes lett.
2020 februárjában megnyerte a kairói Világkupa-versenyt.
A 2021-es kairói világbajnokságon csapatban (Demeter Bence, Bereczki Richárd) és egyéniben is aranyérmet szerzett. A tokiói olimpián egyéniben a 6. helyen végzett.

## Díjai, elismerései
- Élen a tanulásban, élen a sportban (1999)
- Az év magyar utánpótláskorú öttusázója (2002, 2003, 2004, 2005)
- A Magyar Olimpiai Bizottság ösztöndíjasa (2003)
- A BHSE legeredményesebb férfi öttusázója (2008, 2009)
- Az év magyar öttusázója (2009, 2010, 2011, 2012, 2013, 2018,[17] 2020,[18] 2021[19])
- Junior Prima díj (2009)
- Az év magyar sportolója szavazás, második helyezett (2009)
- A Nemzeti Sportszövetség Különdíja (2009)
- Magyar Arany Érdemkereszt (2012)
- Budapestért díj (2012)

## Források

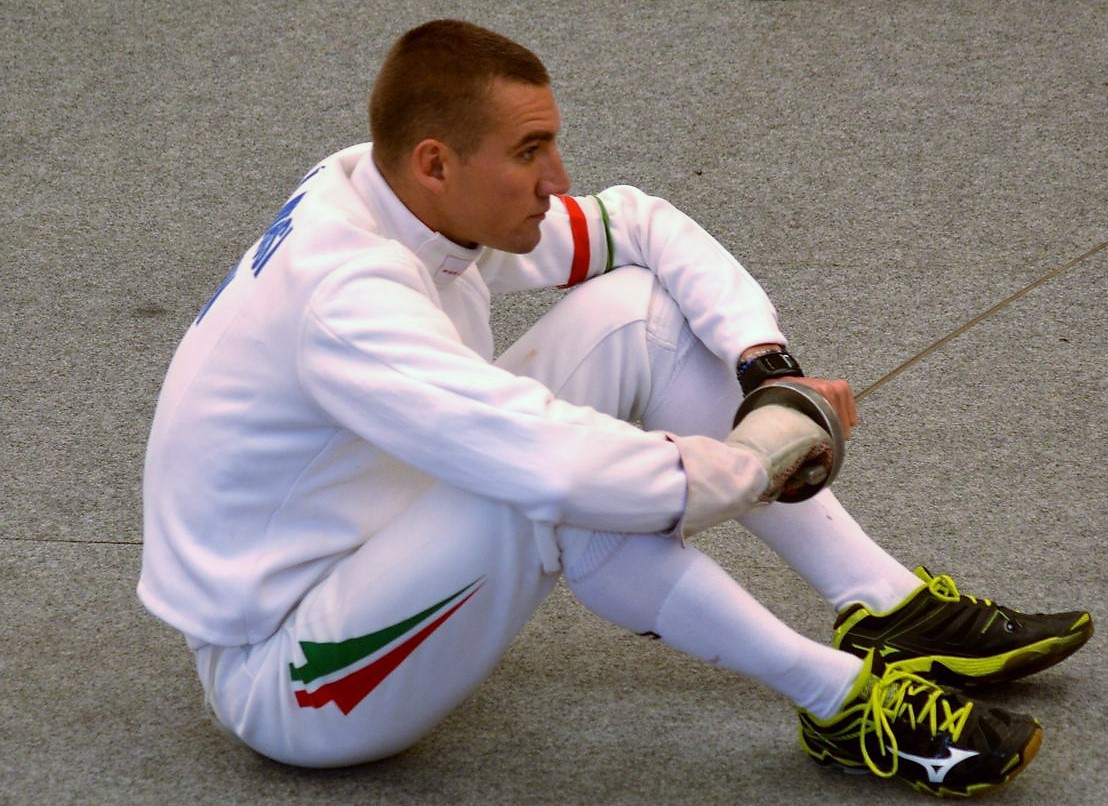
Marosi Ádám a 2014-es világbajnokságon